# Municipio de Gibson (Ohio)
El municipio de Gibson (en inglés: Gibson Township) es un municipio ubicado en el condado de Mercer en el estado estadounidense de Ohio. En el año 2010 tenía una población de 2005 habitantes y una densidad poblacional de 34,32 personas por km².

## Geografía
El municipio de Gibson se encuentra ubicado en las coordenadas 40°22′45″N 84°45′0″O / 40.37917, -84.75000. Según la Oficina del Censo de los Estados Unidos, el municipio tiene una superficie total de 58.42 km², de la cual 58,36 km² corresponden a tierra firme y (0,1 %) 0,06 km² es agua.

## Demografía
Según el censo de 2010, había 2005 personas residiendo en el municipio de Gibson. La densidad de población era de 34,32 hab./km². De los 2005 habitantes, el municipio de Gibson estaba compuesto por el 98,5 % blancos, el 0,15 % eran amerindios, el 0,1 % eran asiáticos, el 0,1 % eran isleños del Pacífico, el 0,1 % eran de otras razas y el 1,05 % eran de una mezcla de razas. Del total de la población el 0,45 % eran hispanos o latinos de cualquier raza.